# إد برادي
إد برادي (بالإنجليزية: Ed Brady) هو ممثل أمريكي، ولد في 6 ديسمبر 1889 بنيويورك في الولايات المتحدة، وتوفي في 31 مارس 1942 بلوس أنجلوس في الولايات المتحدة.

## وصلات خارجية
- إد برادي على موقع IMDb (الإنجليزية)
- إد برادي على موقع ألو سيني (الفرنسية)
- إد برادي على موقع أول موفي (الإنجليزية)
- إد برادي على موقع قاعدة بيانات برودواي على الإنترنت (الإنجليزية)
- إد برادي على موقع قاعدة بيانات الأفلام السويدية (السويدية)
- إد برادي على موقع قاعدة بيانات الفيلم (الإنجليزية)
- إد برادي على موقع كينوبويسك (الروسية)